# كارتييه مارتن
كارتييه مارتن (بالإنجليزية: Cartier Martin)‏ مواليد 20 نوفمبر 1984، هو لاعب كرة سلة أمريكي يلعب مع فريق ديترويت بيستونز في الرابطة الوطنية لكرة السلة ويحمل الرقم 35. يبلغ طوله 6 قدم 7 بوصة (2.0 م).

## فرق لعب لها
- شارلوت هورنتس
- غولدن ستايت ووريورز
- واشنطن ويزاردز

## روابط خارجية
- كارتييه مارتن على موقع إن بي أي (الإنجليزية)
- كارتييه مارتن على موقع سبورتس رفرنس (الإنجليزية)
- كارتييه مارتن على موقع كرة السلة الأوروبية.كوم (الإنجليزية)
- كارتييه مارتن على موقع كلية كرة السلة في سبورتس رفرنس.كوم (الإنجليزية)
- كارتييه مارتن على موقع ريلجم (الإنجليزية)
- كارتييه مارتن على موقع بروبوليرز (الإنجليزية)
- كارتييه مارتن على موقع سبورتس رفرنس (الإنجليزية)
- كارتييه مارتن على موقع سبورتس رفرنس (الإنجليزية)